# Bót (vik)
Bót är en vik i republiken Island.   Den ligger i regionen Suðurland, i den sydvästra delen av landet, 110 km sydost om huvudstaden Reykjavík. Bót ligger på ön Hemön.